# Оробіру
Оробіру (д/н — бл. 1434) — 10-й оба (володар) держави Убіні в 1397—1434 роках.

## Життєпис
Другий син оби Огена. Про нього відомостей обмаль. 1397 року після смерті старшого брата Еґбеки вимушений був боротися за трон з братами Огуном і Увайфіокуном, внаслідок останні втекли з держави. В подальшому мирно панував. В легендах народу запам'ятався добрим та мислосливим володарем, а його час — піднесенням господарства. Згадується, що його полюбляв звичайні піддані.
Помер 1434 року. Трон отримав його брат Увайфіокун.